# Claiborne Pell
Claiborne de Borda Pell (New York, 22 novembre 1918 – Newport, 1º gennaio 2009) è stato un politico, militare e diplomatico statunitense, membro del Partito Democratico e senatore per lo stato del Rhode Island dal 1961 al 1997.

## Biografia
Figlio del deputato e ambasciatore Herbert Pell, Claiborne nacque a New York e studiò a Princeton. In seguito lavorò come assistente di suo padre e durante la seconda guerra mondiale si arruolò nell'US Coast Guard, venendo mandato in missione in Sicilia grazie alla sua ottima conoscenza della lingua italiana. Dopo la fine della guerra, Pell rimase nelle riserve della USCG e si ritirò nel 1978 con il grado di capitano.
Nella seconda metà degli anni quaranta, Pell venne assunto dal Dipartimento di Stato e lavorò come diplomatico in varie nazioni estere come l'Italia e la Cecoslovacchia. Nel 1946 nel frattempo ottenne un MA in relazioni internazionali dalla Columbia University.
Entrato in politica con il Partito Democratico, nel 1960 si candidò al Senato e riuscì a vincere le elezioni, sconfiggendo già nelle primarie avversari importanti come l'ex senatore James Howard McGrath e l'ex governatore del Rhode Island Dennis J. Roberts. Pell fu riconfermato senatore dagli elettori per altri cinque mandati, finché decise di ritirarsi e lasciò il seggio dopo trentasei anni di servizio.
Durante la permanenza al Senato, Claiborne Pell era considerato una persona molto eccentrica per via delle sue abitudini insolite e originali (viaggiava sempre con i mezzi pubblici, indossava vestiti antiquati, aveva un grande interesse per il paranormale) e ideologicamente fu molto progressista. Dal matrimonio con Nuala O'Donnell, Pell ebbe quattro figli e sopravvisse a due di loro. Il nipote di Pell, Clay, un tenente della USCG, nel 2013 sposò la campionessa di pattinaggio Michelle Kwan.
Negli ultimi anni di vita, Pell fu affetto dalla malattia di Parkinson e morì nel 2009 all'età di novant'anni.